# Quarterly Journal of the Royal Meteorological Society
Das Quarterly Journal of the Royal Meteorological Society ist eine seit 1873 erscheinende begutachtete wissenschaftliche Fachzeitschrift, die vom Verlag Wiley für die Royal Meteorological Society herausgegeben wird. Chefredakteure sind John Methven und Andrew N. Ross.
Die Zeitschrift publiziert originäre Forschungsarbeiten, systematische Übersichtsarbeiten und Kommentare mit Schwerpunkt Atmosphärenwissenschaft und den damit zusammenhängenden Disziplinen. Es erscheinen acht Ausgaben pro Jahr, zudem werden gelegentlich Spezialausgaben zu bestimmten Themen verfasst. 
Der Impact Factor lag im Jahr 2019 bei 3,471. Damit lag die Zeitschrift auf Rang 30 von 93 Fachzeitschriften der Kategorie Meteorologie und Atmosphärenwissenschaften.